# Балка Новоосинівка
Балка Новоосинівка — балка (річка) в Україні у Куп'янському районі Харківської області. Ліва притока річки Осколу (басейн Дону).

## Опис
Довжина балки приблизно 7,38 км, найкоротша відстань між витоком і гирлом — 6,46  км, коефіцієнт звивистості річки — 1,14 . Формується декількома струмками та загатами.

## Розташування
Бере початок на північно-західній стороні від села Табаївки. Тече переважно на північний захід через село Новоосинове та понад селищем Ківшарівкою і впадає у річку Оскол, ліву притоку річки Сіверського Дінця.

## Цікаві факти
- У XX столітті на балці існували водокачки, молочно-тваринні ферми (МТФ), газгольдер та декілька газових свердловин[2], а у XIX столітті — багато вітряних млинів[1].